# All Apologies/Rape Me
All Apologies/Rape Me är en singel från 1993 av det amerikanska grungebandet Nirvana, vilken släpptes som den andra singeln från bandets tredje studioalbum In Utero. "All Apologies"/"Rape Me", som båda är skrivna av Nirvanas sångare Kurt Cobain, blev bandets sjätte singel att komma med på topp 40 i Storbritannien och hamnade som bäst på plats 1 i USA. "All Apologies" är tillägnad Cobains hustru Courtney Love och deras dotter Frances Bean Cobain, men låten handlar inte om dem. "All Apologies" nominerades till två Grammy Awards 1995 i kategorierna Best Rock Performance by a Duo or Group with Vocal och Best Rock Song. "Rape Me" är trots namnet en livsbejakande antivåldtäktslåt och vissa recensenter menar att den handlar om Cobains avsmak för massmedias rapportering om hans privatliv, även om Cobain själv förnekat detta.
Nirvana spelade först in "All Apologies" den 1 januari 1991 tillsammans med producenten Craig Montgomery. Den första versionen var mer folkmusiksinspirerad och basisten Krist Novoselic spelade kompgitarr istället för sitt vanliga instrument. Albumversionen av låten spelades in den 14 februari 1993 med producenten Steve Albini. "Rape Me" spelades först in i oktober 1992, då tillsammans med producenten Jack Endino. Under inspelningssessionen höll Cobain sin nyfödda dotter Frances Bean Cobain i famnen och man kan höra henne gråta under låtens gång. Albumversionen av låten spelades in den 15 februari 1993 med Albini som producent.
Det spelades inte in några musikvideor till varken "All Apologies" eller "Rape Me". Nirvanas sista musikvideo under deras aktiva karriär var till "Heart-Shaped Box", som regisserades av Anton Corbijn. Nirvana ville från början släppa en musikvideo till "Rape Me", men MTV gjorde klart för bandet att om en sådan musikvideo spelades in tänkte de inte sända den på sin TV-kanal. I protest mot detta beslut valde Nirvana att även avstå från att spela in en musikvideo till "All Apologies".

## Bakgrund och inspelning
"All Apologies" kom till redan 1990 i Cobains lägenhet i Olympia, Washington. Den första inspelningen av låten skedde den 1 januari 1991 tillsammans med producenten Craig Montgomery i Seattle, Washington. Denna version var mer inspirerad av folkmusik och Krist Novoselic spelade kompgitarr istället för elbas. Novoselic spelade många septimackord och Dave Grohls trumkomp förstärktes av en tamburin. Bandet spelade sedan in "All Apologies" för In Utero i februari 1993, tillsammans med producenten Steve Albini i Pachyderm Studio i Cannon Falls, Minnesota. "All Apologies", som tidigare gick under namnen "La, La, La... La" och "La La La: Alternateen Anthem", spelades in den 14 februari 1993. På denna låt (och på "Dumb") spelade Kera Schaley cello, vilket gör henne till den enda musikern utöver Nirvana som medverkade på In Utero. I maj 1993 träffades Nirvana och producenten Scott Litt för att mixa om och förbättra "All Apologies" och "Heart-Shaped Box" i Bad Animals Studio i Seattle, Washington. Detta gjordes eftersom Nirvana inte var helt nöjda med Albinis första mixning av låtarna. Novoselic sade i en intervju att "All Apologies", tillsammans med "Heart-Shaped Box", var inkörsportar som gav de andra låtarna på albumet ett mer strävt ljud.
"Rape Me" skrevs 1991 av Cobain under tiden som Nevermind mixades och den var tänkt att spelas på akustisk gitarr. Nirvana uppträdde med låten under konserter detta år, även om Cobain ännu inte helt hade färdigställt låttexten. Första gången bandet spelade in "Rape Me" var i oktober 1992 tillsammans med producenten Jack Endino i Seattle, Washington. Två olika versioner spelades in, där den första var helt instrumentell och den andra innehöll sång av Cobain med Grohl som bakgrundssångare. Under inspelningen av den andra versionen satt Cobain med sin nyfödda dotter Frances Bean Cobain i knäet och hon kan höras gråta under låtens gång. Nirvana spelade sedan in "Rape Me" för In Utero i februari 1993 tillsammans med Albini i Pachyderm Studio i Cannon Falls, Minnesota. Låten spelades in den 15 februari 1993 och dagen efter färdigställde Cobain sången för albumet under en sextimmarssession.

## Komposition och låttext
"All Apologies" är tillägnad Cobains fru Courtney Love och deras dotter Frances Bean Cobain. Cobain har sagt att även om låten i sig inte handlar om varken hans fru eller dotter, så menade han att stämningen i låten (som han beskrev som "lugn, lycklig och bekväm") var menad för dem. Cobain har sagt att Nirvana tog en stor risk när de valde att inkludera en så pass, enligt honom, "poppig" låt på In Utero. Mot slutet av "All Apologies" sjunger Cobain raderna "All in all is all we are" tjugo gånger och på vissa versioner av låten ändrade han detta till "All alone is all we are". Mark Deming från Allmusic ansåg att "All Apologies" symboliserade Nirvanas sista ord och att den var en reflektion över hur Cobain mådde vid tiden när han skrev låten, där Deming skrev att Cobain tyckte att han hade blivit utsedd till en förebild mot sin egen vilja. Deming skrev även att låttexten syftade på hur Nirvanas karriär var på väg utför och att inget av värde skulle vänta bandets fans, något han tolkar som att det var så som Cobain kände sig just då.
"Rape Me" är trots namnet en livsbejakande antivåldtäktslåt, enligt Cobain. Cobain har sagt att låttexten handlar om en kvinna som säger åt den som är på väg att förgripa sig på henne att genomföra våldtäkten för handlingen i sig kommer inte att kunna knäcka henne. Kvinnan i låten kontrar även med att om förgriparen ifråga genomför sin våldtäkt kommer hon att våldta denna tillbaka. Nirvanas levnadstecknare Michael Azerrad anser att låten handlar om Cobains avsmak för massmedias rapportering om hans privatliv. Även om Cobain sade att låten skrevs innan det kom fram att han hade drogproblem visade han förståelse för att låten kunde tolkas på detta sätt. Under bandets uppträdande på Paramount Theatre i Seattle, Washington den 31 oktober 1991 spelades "Rape Me" och Cobain började låten med att säga att "denna låt handlar om håriga, svettiga, macho-bonnläppar... som våldtar."

## Lansering och mottagande

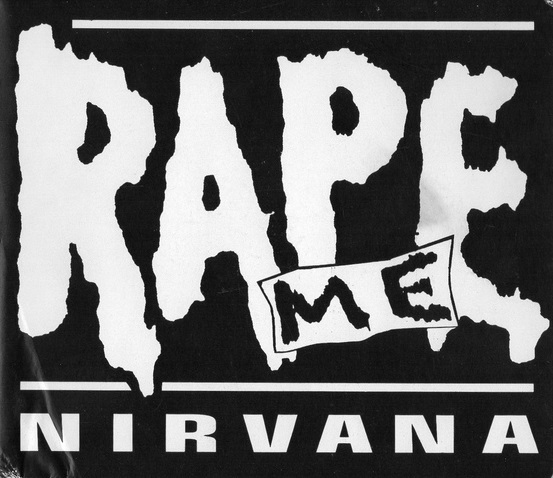
Klistermärket på den tyska utgåvan av singeln.

"All Apologies"/"Rape Me" utgavs som en dubbel A-sida i december 1993 och liksom "Heart-Shaped Box" släpptes denna singel enbart som promosingel i USA. Robert Fisher, som formgav skivomslaget, fick inga direkta instruktioner av Cobain om hur skivomslaget skulle se ut annat än att Cobain sade att det skulle innehålla "något med sjöhästar".
Everett True från Melody Maker valde "All Apologies" till veckans singel för tidskriften och skrev att låten var både undergiven och känslomässigt uttömmande. En promosingel med liveversionen av "All Apologies", som den framfördes under MTV Unplugged, släpptes 1994. "All Apologies" nådde som bäst plats 1 på topplistan Modern Rock Tracks och plats 4 på Hot Mainstream Rock Tracks.
När In Utero skulle lanseras vägrade Walmart och Kmart att sälja albumet eftersom de ansåg att albumets baksida (som bland annat innehåller bilder på foster) kunde förolämpa vissa personer. DGC Records släppte då en censurerad utgåva till affärerna i mars 1994, där fostren var borttagna och där "Rape Me" döpts om till "Waif Me"; Cobain försökte dock från en början få låten omdöpt till "Sexually Assault Me". I albumhäftet skrevs dock namnet "Rape Me" ut som vanligt. "Rape Me" som separat låt nådde som bäst plats 58 på ARIA Charts.
"All Apologies" kom på plats 99 på Blenders lista "The 500 Greatest Songs Since You Were Born" och på plats 455 på Rolling Stones lista "The 500 Greatest Songs of All Time". "All Apologies" kom 2004 på plats 3 när New Musical Express listade de tjugo bästa Nirvana-låtarna någonsin och på samma lista kom "Rape Me" på plats 10. 2011 placerade samma tidskrift "All Apologies" på plats 8 på listan "Nirvana: Ten Best Songs" och den röstades fram som den sjätte bästa Nirvana-låten någonsin av läsarna av Rolling Stone. "All Apologies" hamnade på plats 1 på Stereogums lista "The 10 Best Nirvana Songs" från 2014 och på plats 2 på listan "10 Best Nirvana Songs" av Loudwire. Låten nominerades även för två Grammy Awards 1995, då i kategorierna Best Rock Performance by a Duo or Group with Vocal och Best Rock Song. "All Apologies" har fått en utmärkelse från Broadcast Music, Inc. (BMI) och Rock and Roll Hall of Fame tog med låten på listan "The Songs That Shaped Rock and Roll". "All Apologies" hamnade på plats sju över de 20 mest spelade Nirvana-låtarna någonsin i Storbritannien, vilket var en lista framtagen av Phonographic Performance Limited för att hedra Cobains 50-årsdag den 20 februari 2017.
"Rape Me" kom 1999 på plats 90 på listan "100 Greatest Rock Tracks Ever" av Kerrang!. Slant Magazine placerade 2014 låten på plats 14 på listan "15 Greatest Nirvana Songs" och den kom även med på Loudwires lista "13 Disturbing Songs People Love". "Rape Me" listades på plats 10 på "10 Best Nirvana Songs" av Diffuser.fm.

### Kontroversen på MTV Video Music Awards 1992

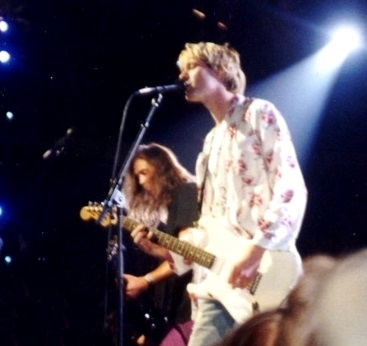
Nirvana under MTV Video Music Awards den 9 september 1992.

Den 9 september 1992 uppträdde Nirvana på MTV Video Music Awards. Under programmets första repetitioner meddelade Cobain att en ny låt skulle spelas under TV-sändningen och bandet spelade "Rape Me". Några direktörer på MTV uppskattade inte låten och enligt producenten Amy Finnerty trodde direktörerna att låten handlade om dem. De krävde att bandet skulle avstå från att uppträda med "Rape Me" och de hotade med att sparka Nirvana från konserten och att helt sluta sända deras musikvideor om detta krav inte uppfylldes. Efter några intensiva diskussioner kom MTV och Nirvana överens om att bandet istället skulle uppträda med "Lithium". När Nirvana började sitt uppträdande spelade Cobain de första ackorden av "Rape Me", enbart för att reta upp MTV:s direktörer. MTV var sekunder från att bryta sändningen när Nirvana istället började spela "Lithium" som planerat. Vid slutet av låten, frustrerad över att hans förstärkare hade slutat fungera, kastade Novoselic upp sin bas i luften. Dock missbedömde han landningen och basen hamnade på hans panna, vilket gjorde att han stapplade av scenen omtumlad och vimmelkantig. Både Cobain och Novoselic förstörde utrustningen och Grohl sprang till mikrofonen och började skrika "Hi, Axl" upprepade gånger innan bandet lämnade scenen. Grohls upprepade "Hi, Axl" syftade på ett möte Cobain, Courtney Love (Cobains dåvarande fru) och Axl Rose (sångaren i Guns N' Roses) hade haft tidigare under dagen. Love ska ha retat upp Rose genom att säga att han var gudfader till Cobains och Loves nyfödda dotter Frances Bean Cobain. Rose hade inte uppskattat detta och tvingat Cobain att säga åt sin fru, vilket Cobain då gjorde på ett sarkastiskt sätt.

## Musikvideo
Det släpptes inte någon musikvideo till varken "All Apologies" eller "Rape Me". Nirvanas sista musikvideo under deras aktiva karriär var den till "Heart-Shaped Box", som regisserades av Anton Corbijn. Nirvana ville från början lansera en musikvideo till "Rape Me", men MTV gjorde klart för bandet att om en sådan musikvideo spelades in tänkte de inte sända den på sin TV-kanal. I protest mot detta valde Nirvana att inte spela in någon musikvideo för "All Apologies" heller. Som musikvideo till "All Apologies" sändes istället Nirvanas uppträdande med låten under MTV Unplugged den 18 november 1993. Denna version kom med på listan "MTV Year-End Countdown" både 1993 (plats 94) och 1994 (plats 7).
Cobain hade musikvideoförslag för båda låtarna, där idéerna till "All Apologies" spånades fram tillsammans med Bobcat Goldthwait. Cobain ville till en början att handlingen skulle kretsa runt att han var berusad på en fest och att han hade en pistol. Goldthwait föreslog istället att Cobain skulle ta på sig rollen som Lee Harvey Oswald under tiden som han sätter ihop sitt gevär i Texas School Book Depository. Cobain gillade idén, men påpekade att MTV inte tillät vapen i sina musikvideor så Goldthwait föreslog att det skulle vara en paj istället och att den skulle kastas på John F. Kennedy, som skulle spelas av antingen Novoselic eller Grohl. I Cobains bok Journals förekommer två musikvideoförslag för "Rape Me" och de innehåller en scen i ett fängelse, videomaterial med blommor och sjöhästar samt en man som förbereds för en gynekologisk undersökning.

## Coverversioner
Flera artister har gjort coverversioner av "All Apologies" och "Rape Me". Sinéad O'Connor spelade in sin version av "All Apologies" till Universal Mother och Herbie Hancock gjorde likadant fast till The New Standard. Rachel Barton kombinerade "All Apologies" med "Smells Like Teen Spirit" när hon släppte låten på Stringendo: Storming the Citadel och hardcorebandet D.O.A. släppte sin tolkning av "All Apologies" på Smells Like Bleach: A Punk Tribute to Nirvana. Kathryn Williams släppte sin coverversion av "All Apologies" på Relations. Enuff Z'nuff spelade in en coverversion av "All Apologies" till Welcome to Blue Island och Anthony Wong sjöng in låten till Bad Taste... But I Smell Good. Placebo har uppträtt med "All Apologies" live, vilket även Lorde har gjort.
"Rape Me" har spelats in av Richard Cheese and Lounge Against the Machine och kom med på deras debutalbum Lounge Against the Machine. Vampires Everywhere! spelade in en coverversion av låten till Hellbound and Heartless och Britta Persson sjöng in en coverversion av "Rape Me" som fjortonåring under mitten av 1990-talet. Skådespelaren och sångaren Jared Leto spelade in en version av "Pennyroyal Tea", och delar av "Rape Me", 2011 för att uppmärksamma att det då hade varit 17 år sedan Cobain avled. "Rape Me" parodieras två gånger i Simpsons-avsnittet "That '90s Show" från 2008: först när Homer Simpsons grungeband Sadgasm sjunger "Shave Me" och sedan när "Weird Al" Yankovic sjunger "Brain Freeze". En barbershopsversion av "Rape Me" förekommer i South Park-avsnittet "Hummels & Heroin" från 2017.
På hyllningsalbumet till In Utero, kallat In Utero, in Tribute, in Entirety, var det Black Math Horseman som gjorde en tolkning av "All Apologies" och Thursday som spelade in en coverversion av "Rape Me". På hyllningsalbumet All Apologies var det Lunkhead som gjorde en tolkning av "All Apologies" och detroit7 som spelade in en coverversion av "Rape Me". På hyllningsalbumet Smells Like Bleach: A Punk Tribute to Nirvana var det D.O.A. som framförde "All Apologies".

## Låtlista
Alla låtar är skrivna och komponerade av Kurt Cobain, om inte annat anges. 
| Nr | Titel         | Längd |
| -- | ------------- | ----- |
| 1. | All Apologies | 3:50  |
| 2. | Rape Me       | 2:49  |
| 3. | Moist Vagina  | 3:32  |

## Topplistor
| Land eller världsdel                                  | Högsta listplacering ("All Apologies") | Högsta listplacering ("Rape Me") |
| ----------------------------------------------------- | -------------------------------------- | -------------------------------- |
| Australien                                            | —                                      | 58                               |
| Belgien                                               | 43                                     | 43                               |
| Frankrike                                             | 20                                     | 20                               |
| Irland                                                | 20                                     | 20                               |
| Kanada                                                | 41                                     | —                                |
| Nya Zeeland                                           | 32                                     | 32                               |
| Storbritannien                                        | 32                                     | 32                               |
| USA (Hot 100 Airplay)                                 | 45                                     | —                                |
| USA (Mainstream Rock)                                 | 4                                      | —                                |
| USA (Modern Rock Tracks)                              | 1                                      | —                                |
| "—" betecknar att singeln inte tog sig upp på listan. |                                        |                                  |